# 晏州之战
晏州之战，北宋政和五年（1115年），宋朝军队在泸南晏州（今四川省兴文县）地区攻过卜漏反叛的作战。
泸州南部少数民族长久被州官贾宗谅残暴压榨，积怨甚深。政和四年（1114年），贾宗谅枉杀夷人大首领斗箇旁等，于是激起夷人愤怒。政和五年（1115年）正月，晏州多冈部大首领卜漏利用部族民众不满，联合泸州长宁军治下百余村和思峨（今四川省珙县西北）部众十余万，乘上元灯节分兵四出，围攻乐共城（今四川省兴文县东北）、长宁（今四川省珙县东）、武宁（今四川省长宁县南）等寨堡，都没有攻克，于是率兵攻陷梅岭堡（今四川省兴文县北）。蜀地长久和平，人们听说后非常惊恐。梓州路转运使赵遹巡察至昌州（今重庆市大足区），听到消息，赶赴泸州，率领贾宗谅率兵到达江安，阻碍卜漏渡长江北上。卜漏再攻武宁、乐共等地，贾宗谅出兵迎战，战败。赵遹收拢余众进据乐共城，表示要招安，分化各部。暗中修城寨，请调援兵，准备攻讨。部族首领斗岗、卜漏先后接受安抚，但冲突依然不断。宋徽宗采纳赵遹请求，先后调泾原路、环庆路两路数千兵抵达泸南，任命赵遹为泸南招讨统制使，王育、马觉为同统制。十月十三日，赵遹率军三万从江安出发，分路进攻，以王育出乐共城路，马觉出长宁军路，别将张政从中路出梅岭堡水芦毡，在晏州轮缚大囤（今四川省兴文县西南）会师。各路攻克晏州周边各村囤后，在十一月上旬先后抵达轮缚大囤。当时各囤逃亡者聚集在陡峭大山之上，以巨石筑垒为寨，外树木栅，扼守要路，俯看山下，严谨防守。宋军强弩仰射，连攻数日不能克。赵遹发现一最陡处没有设防，遂命属下抓到猴子数十只，以麻绳浸油脂绑在猴身，选出善于攀岩的精兵两千余人，乘夜暗中带着猴子攀登云梯登上山顶，点燃油绳，放猴子入寨。寨中竹木茅草庐舍，顿时燃起大火，守军惊乱。宋军乘势破寨而入，斩杀三千余人，卜漏突围逃往山后轮多囤，被宋军俘获，泸南平定。